# Hällsjön, Krokoms kommun
Hällsjön är en sjö i Offerdals socken i Krokoms kommun i Jämtland och ingår i Indalsälvens huvudavrinningsområde. Sjön är 41,5 meter djup, har en yta på 5,49 kvadratkilometer och befinner sig 315 meter över havet.
Sjöns tillflöde och avvattning sker genom Nästån (Åfloån).
Sjön sträcker sig från Kaxås och Åflo i väster till Ede i öster. Söder om sjön ligger Hällberget.

## Delavrinningsområde
Hällsjön ingår i delavrinningsområde (704145-140754) som SMHI kallar för Utloppet av Hällsjön. Medelhöjden är 386 meter över havet och ytan är 24,6 kvadratkilometer. Räknas de 51 avrinningsområdena uppströms in blir den ackumulerade arean 512,66 kvadratkilometer. Ytterån (Ålfloån) som avvattnar avrinningsområdet har biflödesordning 2, vilket innebär att vattnet flödar genom totalt 2 vattendrag innan det når havet efter 286 kilometer. Avrinningsområdet består mestadels av skog (50 procent) och jordbruk (15 procent). Avrinningsområdet har 5,5 kvadratkilometer vattenytor vilket ger det en sjöprocent på 22,3 procent.